# 市村瓚次郎

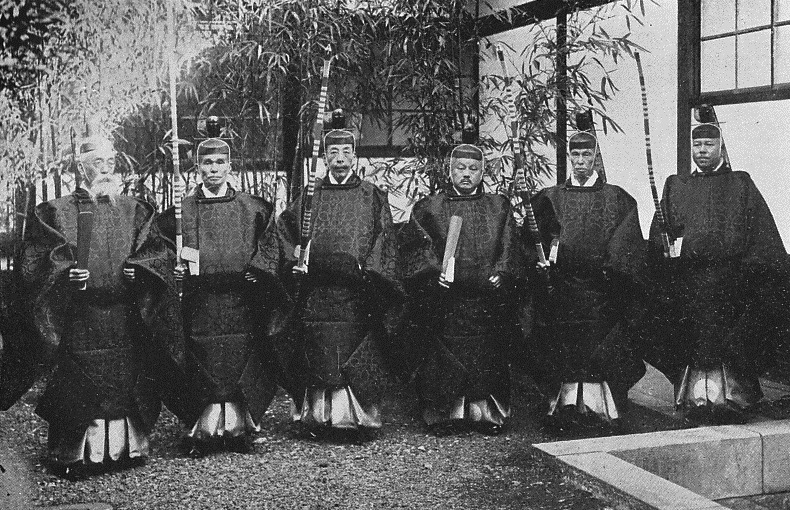
明仁親王誕生時に行われた読書鳴弦の儀奉仕員（左より市村瓚次郎、有馬良橘、大給近孝、辻善之助、松浦靖、細川立興）

市村 瓚次郎（いちむら さんじろう、1864年9月9日（元治元年8月9日） - 1947年（昭和22年）2月23日）は、日本の歴史学者。文学博士。東京帝国大学名誉教授、國學院大學学長。専門は東洋史、中国史。字は圭卿。号は器堂・筑波山人・月波散人。日本の東洋史学の開拓者。

## 経歴
元治元年(1864年)、常陸国筑波郡北条町（現茨城県つくば市北条）出身。1878年に上京し、明治法律学校を経て、1887年に帝国大学古典漢書科を卒業。
翌1888年に学習院傭教師に就いた。1890年に同助教授、1892年に同教授昇格。学習院傭教師時代の1889年には、森鷗外らとともに同人組織の新声社を結成し、8月に日本近代詩の形成などに大きな影響を与えた共訳の詩集『於母影』（雑誌『国民之友』夏期付録）を刊行した。
1898年、東京帝国大学文科大学助教授に転じた（学習院は兼任となった)。1905年に教授に昇格、白鳥庫吉とともに東京帝国大学における東洋史学の基礎を固めた。1907年には文学博士の学位を授与された。1924年、東京帝国大学を定年退職し、翌1925年名誉教授となった。
その後は國學院大學教授として教鞭を執った。1925年には帝国学士院会員に選出。1926年から大東文化学院教授、立教大学教授を兼ね、1933年から1935年まで國學院大學学長をつとめた。わずか1年余りでの学長辞任は、自身の言によれば学究生活への愛着が絶ちがたく旧道に立ち帰りたいためであったという。早稲田大学でも東洋史学を講じた。1944年、國學院大學教授を退職。

## 研究内容・業績
東洋史研究の分野を開拓し、明治天皇の皇女である允子内親王や聡子内親王にも漢学を講義。また、国文や西洋文学を題材とした漢詩を作詩したり、漢詩の翻訳を行うなど、維新後に洋学に押されていた漢学の立て直しにも尽力した。
蔵書
市村が中国で収集した哲学関係資料26,000点は東京大学附属図書館に収蔵されている。

## 家族・親族
- 父：市村庄次郎は常陸国名主。
- 妻：市村キヨ。
- 次男：市村毅は理学博士を取得した地質学者。台北帝国大学教授。
- 長女：市村貞子は小笠原光雄(三菱銀行頭取)に嫁いだ。

## 著作
著書
- 『支那史要』吉川半七、1895年 NDLJP:993977
- 『東洋史要』吉川半七、1897年 NDLJP:776083
- 『支那論集』冨山房、1916年 NDLJP:1918035
- 『文教論集』大倉書店、1917年 NDLJP:954074
- 『孟子講話』章華社、1936年 NDLJP:1231956
- 『東洋史統』冨山房、1929-1950年
- 『支那史研究』全4冊　春秋社松柏館、1943年

## 関連資料
- 『人事興信録』データベース
- 朱琳 「近代日本の「東洋学／中国学」の人々」JFE21世紀財団(PDF)
- 『東方学回想 Ⅰ　先学を語る〈1〉』刀水書房、2000年[7]